# خوان کارلوس مونیز
خوان کارلوس مونیز (انگلیسی: Juan Carlos Muñoz; ۴ مارس ۱۹۱۹ – ۲۲ نوامبر ۲۰۰۹) بازیکن فوتبال اهل آرژانتین بود.
از باشگاه‌هایی که در آن بازی کرده‌است می‌توان به باشگاه فوتبال ریور پلاته اشاره کرد.
وی همچنین در تیم ملی فوتبال آرژانتین بازی کرده‌است.